# Happiness Is the Road
Happiness Is the Road — пятнадцатый студийный альбом британской рок-группы Marillion из Эйлсбери (графство Бакингемшир). Он был выпущен 20 октября 2008 года в виде двух отдельных томов под названиями Essence и The Hard Shoulder. Общее время звучания составляет 110 минут (116, включая скрытый трек), что соответствует длине двойного альбома.
На альбоме Marillion экспериментируют с множеством новых инструментов, включая цимбалы, колокольчики, фисгармонию, валторны и даже бубенцы, арфу и цитру. Заглавный трек «Happiness Is the Road» был вдохновлён книгой Экхарта Толле «The Power of Now». Оформление альбома было создано испанским художником Антонио Сейхасом в сотрудничестве с давним дизайнером Marillion Карлом Гловером.

## Отзывы
| Оценки критиков | Оценки критиков |
| Источник        | Оценка          |
| --------------- | --------------- |
| AllMusic        | [ 2 ]           |
| Classic Rock    | [ 3 ]           |

Happiness Is the Road получил положительные отзывы критиков.
Грег Прато из AllMusic отметил, что «Когда-то Marillion безошибочно называли прог-поп-группой. Но к началу XXI века становилось все очевиднее, что группа отказывается от своего раннего прог-направления в пользу мелодичной поп-музыки. Об этом особенно ярко свидетельствует первая половина двойного альбома 2008 года Happiness Is the Road (изданного в виде двух отдельных релизов, Volume 1: Essence и Volume 2: The Hard Shoulder). К этому моменту преданные поклонники группы ждут каждого релиза с затаённым дыханием, и оба тома не должны разочаровать поклонников пост-фиш-эры — особенно это касается просто парящего заглавного трека с первого тома. Marillion продолжают исследовать более сложную сторону рока, не становясь при этом слишком сумасшедшими, что можно услышать на обоих томах Happiness Is the Road».
Фил Уайлдинг написал в Classic Rock: «Пятнадцатый студийный альбом Marillion, выходящий почти через 30 лет их карьеры, может стать самым изобретательным и продолжительным. Happiness — это разросшийся, амбициозный двойной CD. Он длится почти два часа и требует от слушателя многого, но вы будете щедро вознаграждены, если уделите ему время». И в заключении рецензент отметил, что «все это прекрасно передано, трогательно и показательно».

## Список композиций
Изначально планировалось, что альбом будет состоять только из одного диска (это то, что потом стало Volume 2: The Hard Shoulder). В середине работы над альбомом группа испытала прилив вдохновения и написания песен. Они решили следовать своим инстинктам и в итоге создали то, что в итоге стало Volume 1: Essence. Эти треки слабо связаны друг с другом как концепция, и они гораздо мягче, чем более жёсткий рок — и неконцептуальный — Volume 2: The Hard Shoulder. Поклонники получили вдвое больше материала и две совершенно разные вибрации за свои инвестиции.
Музыка группы Marillion, а слова Стива Хогарта.

### Volume 1:Essence
1. «Dreamy Street» — 2:02
2. «This Train Is My Life» — 4:50
3. «Essence» — 6:29
4. «Wrapped Up in Time» — 5:06
5. «Liquidity» — 2:12
6. «Nothing Fills the Hole» — 3:23
7. «Woke Up» — 3:40
8. «Trap the Spark» — 5:43
9. «A State of Mind» — 4:33
10. «Happiness Is the Road» — 10:05
11. (blank) — 1:59
12. «Half-Full Jam» — 6:48 (скрытый трек)

Трек 12 указан как Half-Empty Jam в версии для скачивания, но был изменён незадолго до выхода альбома на CD. Это можно рассматривать как игру слов, поскольку текст песни начинается со слов «Раньше я был наполовину пуст, а теперь я наполовину полон…». Трек 11 не представлен на скачиваемой версии.

### Volume 2:The Hard Shoulder
1. «Thunder Fly» — 6:24
2. «The Man from the Planet Marzipan» — 7:55
3. «Asylum Satellite #1» — 9:32
4. «Older Than Me» — 3:11
5. «Throw Me Out» — 4:01
6. «Half the World» — 5:08
7. «Whatever Is Wrong with You» — 4:16
8. «Especially True» — 4:37
9. «Real Tears for Sale» — 7:34

### Volume 1:Essence— Виниловое издание
Side one
1. «Dreamy Street» — 2:02
2. «This Train Is My Life» — 4:50
3. «Essence» — 6:29

Side two
1. «Wrapped Up in Time» — 5:06
2. «Liquidity» — 2:12
3. «Nothing Fills the Hole» — 3:23
4. «Woke Up» — 3:40

Side three
1. «Trap the Spark» — 5:43
2. «A State of Mind» — 4:33

Side four
1. «Happiness Is the Road» — 10:05
2. «Half-Full Jam» — 6:48

### Volume 2:The Hard Shoulder— Виниловое издание
Side one
1. «The Man from the Planet Marzipan» — 7:55
2. «Asylum Satellite #1» — 9:32

Side two
1. «Thunder Fly» — 6:24
2. «Whatever Is Wrong with You» — 4:16
3. «Especially True» — 4:37

Side three
1. «Older Than Me» — 3:11
2. «Throw Me Out» — 4:01
3. «Half the World» — 5:08

Side four
1. «Real Tears for Sale» — 7:34
2. «Nothing Fills the Hole» / «Woke Up» (Live in Cologne) — 7:32